# Gerardina Jacoba van de Sande Bakhuyzen
Gerardina Jacoba van de Sande Bakhuyzen (La Haia, 27 de juliol de 1827 – La Haia, 19 de setembre de 1895), fou una pintora neerlandesa del segle xix.

## Biografia
Va néixer a La Haia, filla del pintor Hendrik van de Sande Bakhuyzen i Sophia Wilhelmine Kiehl. És coneguda pels seus bodegons de flors i fruita.
El 1904 Clara Erskine Clement va escriure sobre ella: «medalla de Plata a La Haia, el 1857; medalla d'honor a Amsterdam, el 1861; una altra a La Haia de 1863; i una medalla de distinció a l'Exposició Colonial de Amsterdam de l'any 1885». Des de la infància va pintar flors, i per un temps, això no va impressionar poc o gaire la seva família o amics, ja que no era una ocupació rara per a noies. Finalment el seu pare va veure que aquesta filla, Gerardina, tenia talent, i quan, el 1850, l'Acadèmia Minerva de Groningen va convocar el concurs de Roses i Dahlias i va oferir un premi d'una mica més de deu dòlars per a la millor obra, va animar Gerardina a participar-hi. Va rebre la mínima recompensa oferta, i es va trobar, amb sorpresa, que l'Acadèmia Minerva va considerar el quadre de la seva pertinença.
Van de Sande Bakhuyzen s'especialitzà en pintura i aquarel·les de flors i fruites i el seu estil amb el temps es va anar suavitzant. Se'n van lloar les combinacions de colors harmonioses, composicions naturals i variades i una excel·lent execució i va ser valorada per la seva professionalitat. També va pintar paisatges, que poques vegades publicava.
Gerardina van de Sande Bakhuyzen va participar activament en la vida artística neerlandesa del seu temps, en la qual era molt respectada. El 1861 va esdevenir membre honorària de la Reial Acadèmia d'Art d'Amsterdam, el 1876 va cofundar la Hollandsche Teekenmaatschappij —la Societat del dibuix holandès—', que tenia per objectiu promoure la pintura en aquarel·la com a art en si mateix, que fins aleshores només es considerava com a tècnica d'esbós', i el 1879 es va incorporar a la societat artística Arti et Amicitiae, en les exposicions de la qual va participar regularment. La seva obra fou exposada per moltes ocasions a Bèlgica, França i Gran Bretanya i va obtenir diversos premis i medalles.

## Referències

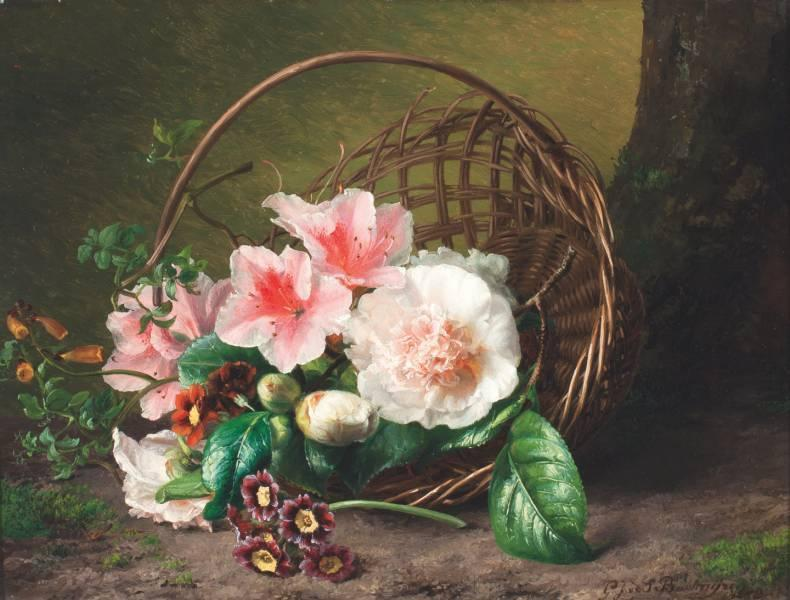
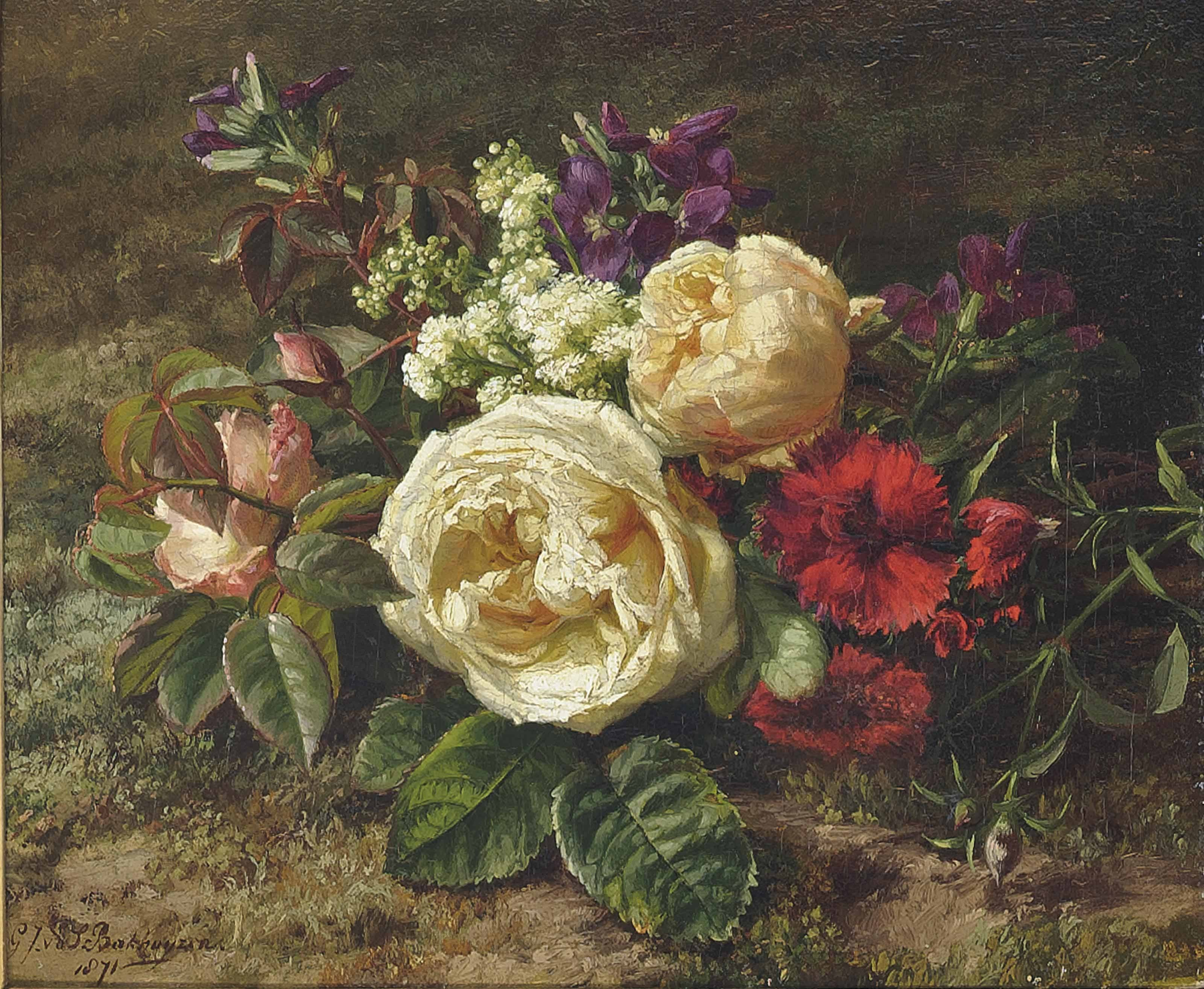
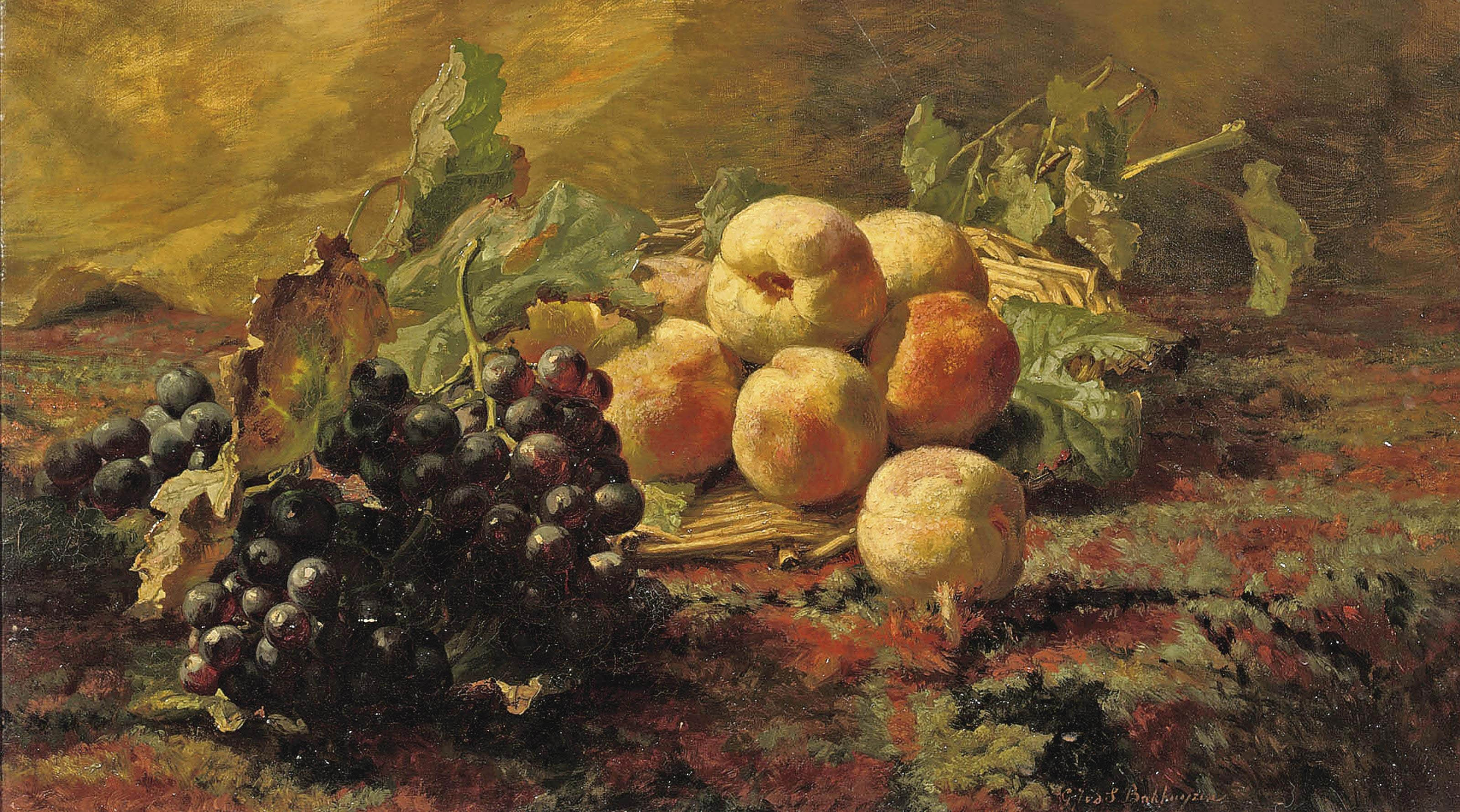
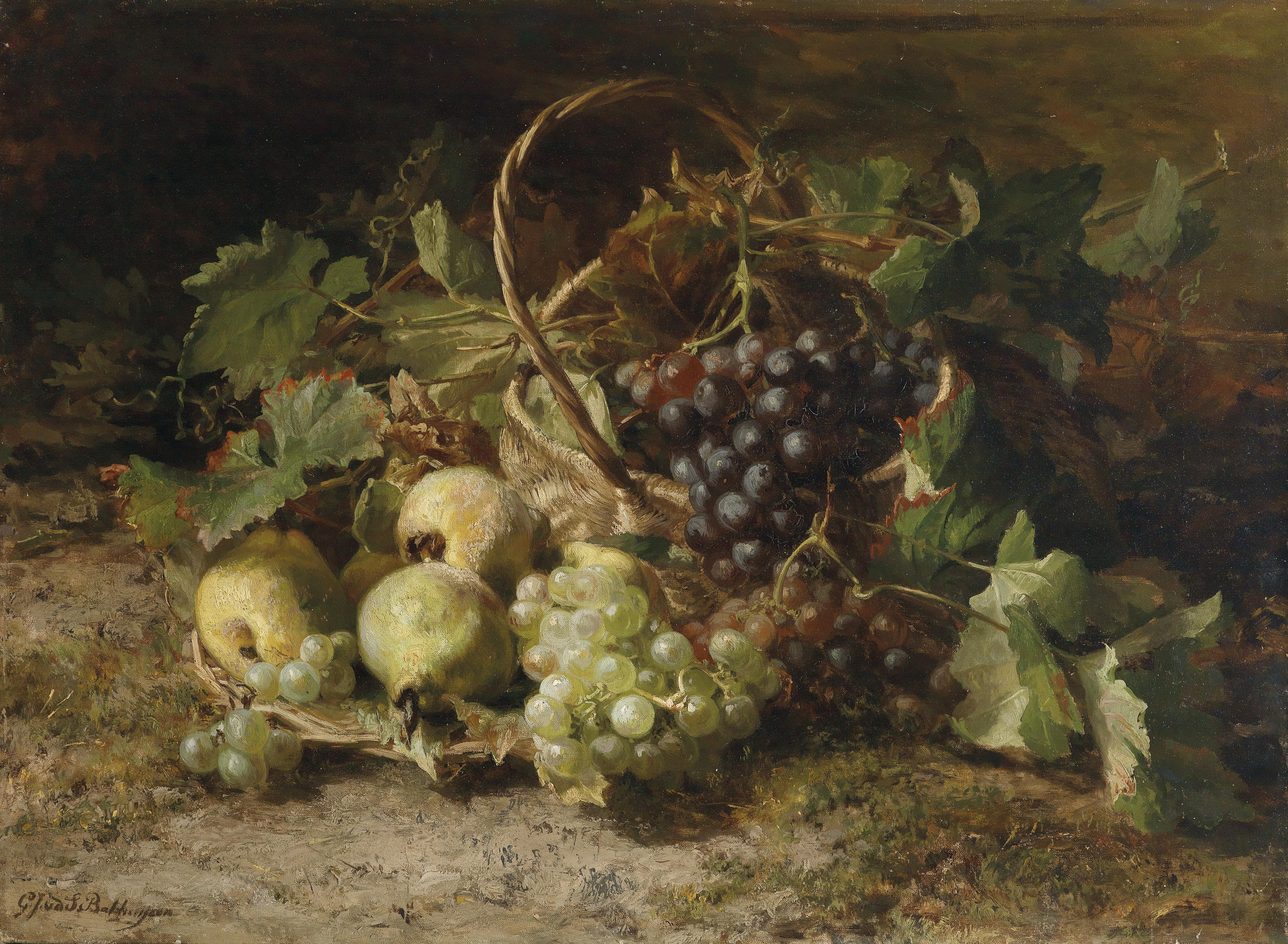
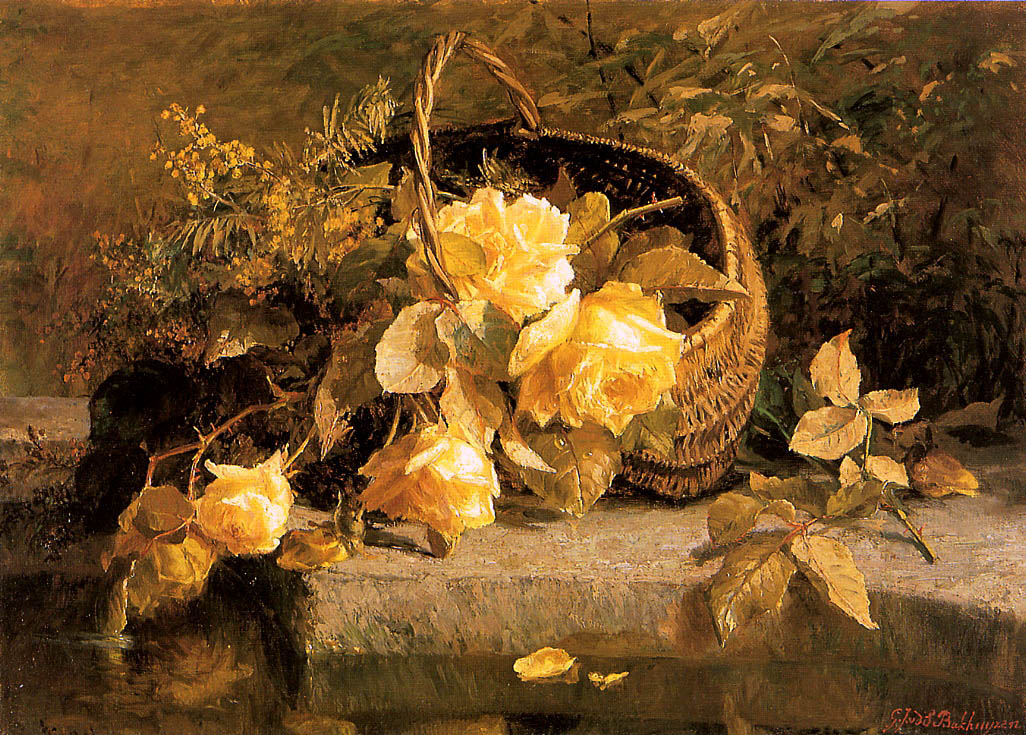
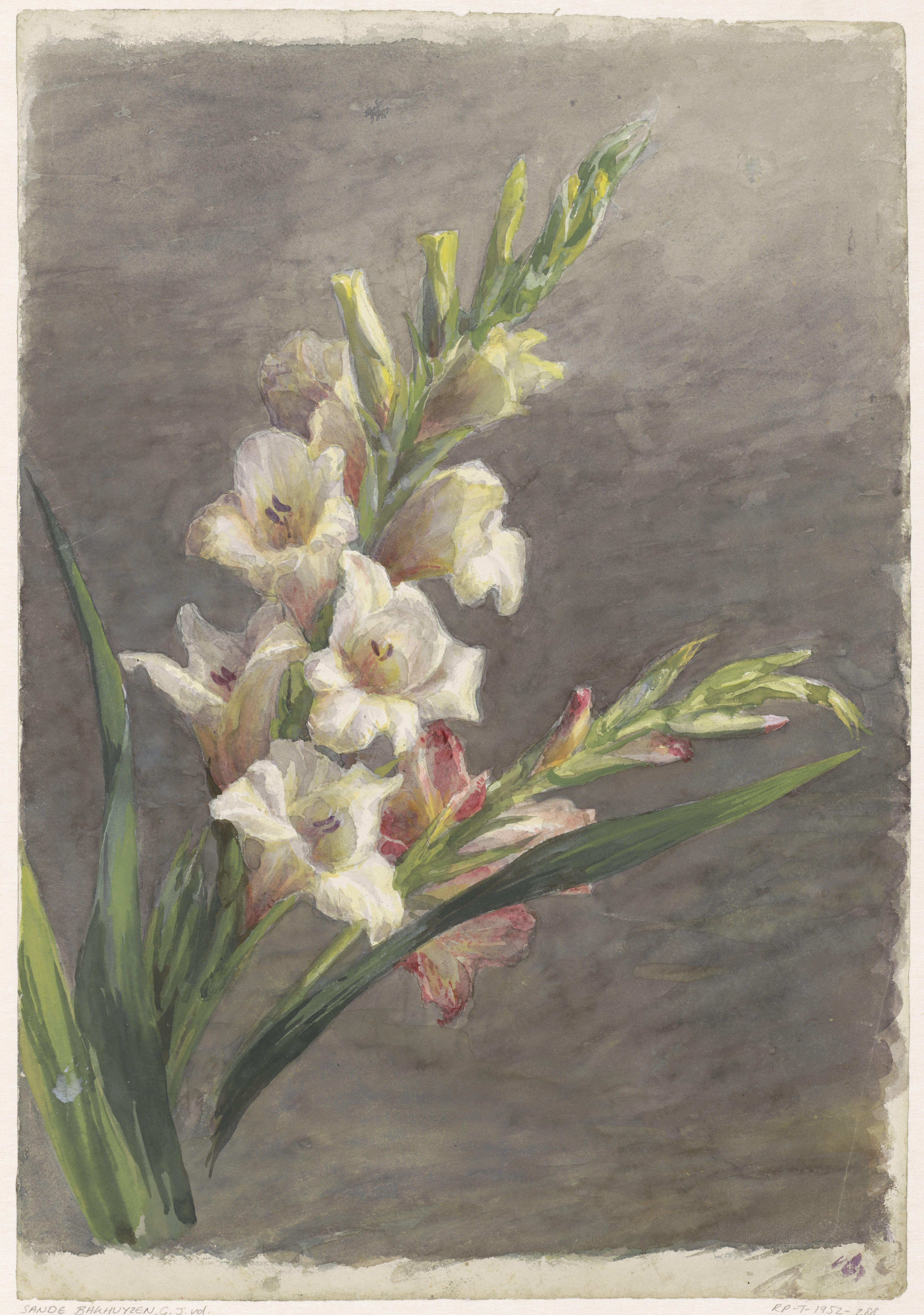